# Melinda Weaver
Melina Weaver (Brisbane, febbraio 1987) è una giocatrice di softball australiana, nella stagione 2011-12 gioca nella Italian Softball League 2011 a Nuoro.

## Biografia
Dopo aver giocato in Italia, a Macerata, nella stagione 2009, nel 2012 è stata ingaggiata da Nuoro.